# Thomas Hendele

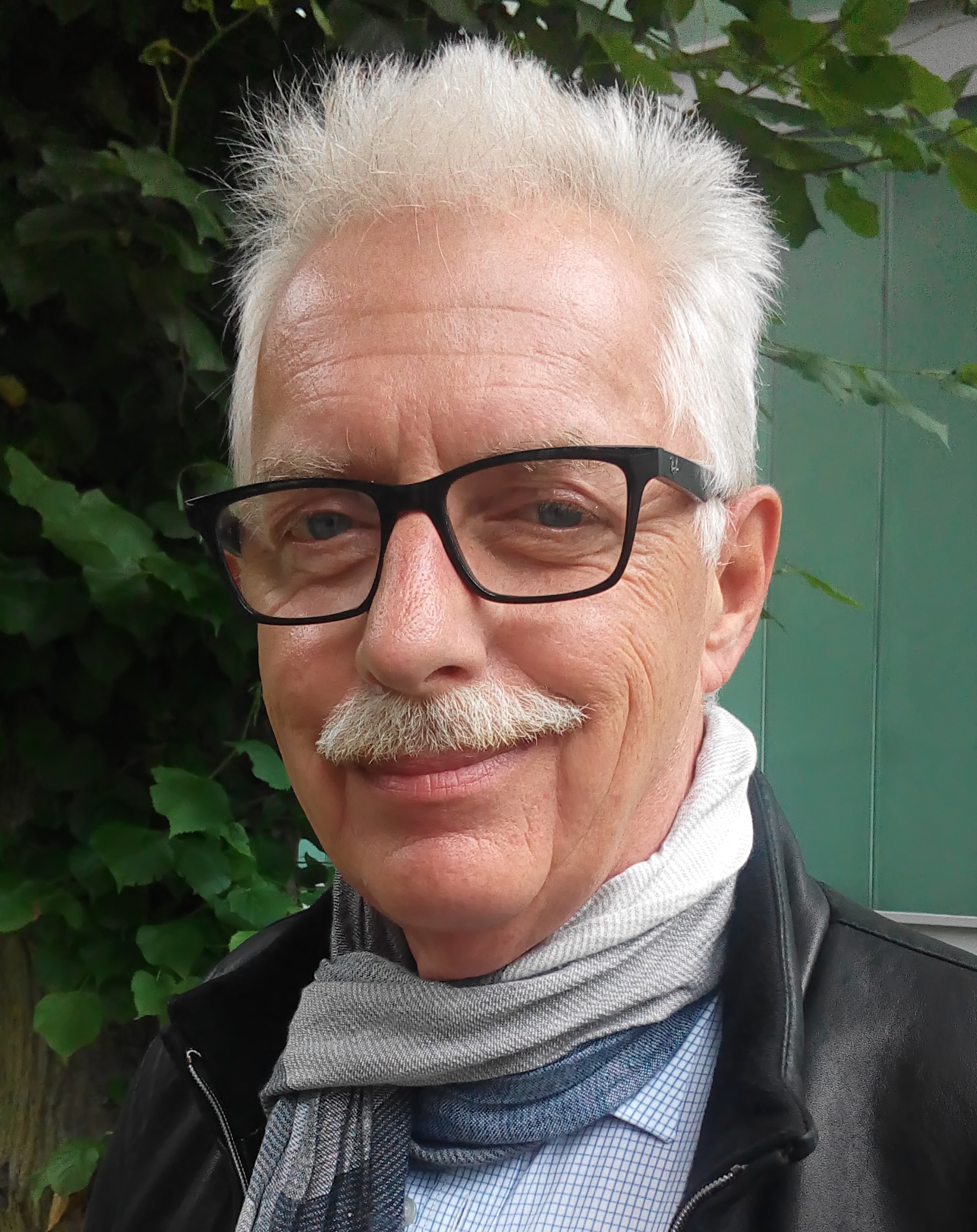
Thomas Hendele (2017)

Thomas Hendele (* 26. Dezember 1953 in Düsseldorf-Derendorf) ist ein deutscher Kommunalbeamter und Politiker (CDU). Er ist seit 1999 Landrat des Kreises Mettmann und war von 2012 bis 2023 Präsident des Landkreistages Nordrhein-Westfalen.

## Leben und Beruf
Nach seiner Prüfung als Diplom-Verwaltungswirt trat er 1975 in der Kommunalaufsicht des Kreises Mettmann in den Verwaltungsdienst ein. 1976 wechselte er zur Stadt Pulheim in das Finanzdezernat, 1986 zur Stadt Leichlingen (Rheinland) als Erster Beigeordneter und 1991 zur Stadt Erkrath als Erster Beigeordneter (bis 1999). 1992/93 war er abgeordnet zum brandenburgischen Innenministerium als Leiter des Referats für Gemeinde- und Funktionalreform und dort anschließend  bis 1999 wissenschaftlicher Berater auf dem Gebiet der Funktional- und Verwaltungsstrukturreform.
Hendele ist verheiratet, hat zwei Kinder und wohnt in Hilden.

## Partei
Hendele trat 1972 in die CDU ein, ist seit 1983 Mitglied des CDU-Kreisvorstands Mettmann und war 1995 bis 2014 Vorsitzender der dortigen Kommunalpolitischen Vereinigung.

## Abgeordneter
Hendele war von 1976 bis 1979 Kreistagsmitglied des Kreises Mettmann und wurde dort 1978 zum stellvertretenden Vorsitzenden der CDU-Fraktion gewählt. Von 1979 bis 1986 war er Stadtratsmitglied der Stadt Hilden. Von 1999 bis 2004 war er Mitglied der Landschaftsversammlung Rheinland. Seit 2009 ist er erneut Mitglied.

## Öffentliche Ämter
Hendele ist seit dem 1. Oktober 1999 Landrat des Kreises Mettmann und ist seitdem viermal wiedergewählt worden, jeweils im ersten Wahlgang. Am 12. September 1999 war er im ersten Wahlgang mit 51,7 % der Stimmen gewählt worden, bei der ersten Wiederwahl am 26. September 2004 erhielt er 58,9 % und bei der zweiten am 30. August 2009 56,9 % der Stimmen.  Ein drittes Mal wurde er am 25. Mai 2014 mit 54,5 % der abgegebenen Stimmen wiedergewählt. Von 2012 bis 2023 war Hendele Präsident des Landkreistages NRW.
```
Bei den 
Kommunalwahlen 2020
 wurde Hendele das vierte Mal für eine fünfte Amtszeit mit 50,9 % der Stimmen wiedergewählt.
[
8
]
 2025 wird Hendele nicht mehr zur Wiederwahl antreten.
[
9
]
```

Im Juni 2014 wurde Hendele von NRW-Innenminister Ralf Jäger (SPD) in eine Expertenkommission zum demografischen Wandel bei der Polizei in Nordrhein-Westfalen berufen. Die vierköpfige Kommission, der neben CDU-Mitglied Hendele der damalige Kölner Polizeipräsident Wolfgang Albers (Mitglied der SPD), der inzwischen pensionierte Münsteraner Polizeipräsident Hubert Wimber (Mitglied der Grünen) und Professor Jürgen Weibler von der Fern-Universität Hagen angehörten, legte ein Jahr später ihren Abschlussbericht (siehe Veröffentlichung) mit Vorschlägen zu einer Polizeireform in NRW vor. Die Experten zeigten verschiedene Einsparpotenziale auf, konnten sich aber im Hinblick auf die Polizeiorganisation nicht auf ein gemeinsames Modell einigen.

## Veröffentlichungen
- Wolfgang Albers, Thomas Hendele, Jürgen Weibler, Hubert Wimber: Bürgernahe Polizei – Den demographischen Wandel gestalten. Ergebnisbericht der Expertenkommission. Hilden 2015 (Digitalisat; PDF-Datei, 3,56 MB).